# Lacza Márta
Lacza Márta (Csepel, 1946. december 2. –) Munkácsy Mihály-díjas magyar festő- és grafikusművész.

## Életpályája
1967-ben érettségizett, majd 1970-1974 között a Képzőművészeti Főiskola festő szakos hallgatója volt, ahol Sarkantyu Simon tanította. 1974 óta tagja a Képzőművészeti Alapnak, majd 5 évvel később a Szövetség képgrafikus szakosztályának is tagja lett. 1975 óta kiállító művész.
Ő készítette Lucy Maud Montgomery híres Anne-sorozatának Európa könyvkiadós borítóját és a benne található rajzokat mind a nyolc kötetben. (Utolsó rész: 1998)

## Művei
- Autóbusz
- Félnyolc
- Gyere be
- Gyógygödör
- Gyógyvíz
- Harmadosztály
- Mester
- Madarak
- Merengő
- Katyiba
- Piac
- Szőrmekereskedő
- Tükör
- Habok
- Najádok
- Ködös történetek (1986)
- Küszöb (1988)
- Ginkgo biloba (1992)

## Egyéni kiállításai
- 1975-1976, 1978-1984, 1990 Budapest
- 1979 Szolnok
- 1982 Siófok
- 1983 Hamburg

## Díjai
- Derkovits Gyula képzőművészeti ösztöndíj (1980-1983)
- Munkácsy Mihály-díj (1983)